# Ботево (област Монтана)
Вижте пояснителната страница за други значения на Ботево.
Бо̀тево е село в Северозападна България. То се намира в община Вълчедръм, област Монтана.

## История
В миналото селото се е наричало „Черкез махала“, основано е от три рода.